# 諾夫魯茲·馬馬多夫
诺夫鲁兹·伊斯梅尔奥卢·马马多夫（1947年3月15日—），是一名阿塞拜疆政治家和翻译家，曾担任阿塞拜疆总理、外交政策问题总统助理和外交政策司司长。

## 早年生活
他出生在阿塞拜疆苏维埃社会主义共和国的纳希切万自治共和国。 他于1991年从阿塞拜疆语言大学的阿塞拜疆教育外国语学院获得语言学哲学博士学位，然后成为讲师。
他目前精通俄语和法语。

## 政治生涯
1967年至1981年间，他在阿尔及利亚和几内亚担任翻译。 1992年，他成为阿塞拜疆教育外国语学院预备系的正式院长，并于1993年成为他担任学院的法语系的院长，直到1997年担任该职位。1995年，他成为了前任总理 阿塞拜疆总统盖达尔·阿利耶夫。 1997年至2018年，他担任阿塞拜疆总统对外关系部主任。 2018年4月21日，他被总统伊利哈姆·阿利耶夫任命为阿塞拜疆总理。

## 奖项

### 阿塞拜疆
- 荣誉勋章（2007年）
- 大使特命和全权代表大使（2002年）

### 外国奖项
- 法國榮譽軍團勳章军官勋位（2019年）[2]

## 著作
諾夫魯茲·馬馬多夫撰写了20多本科普文章和几本书，其中包括300多篇致力于政治和公共政治问题的文章。
他于2001年将埃里希·费格尔的“恐怖神话”翻译成法语。